# 寒朗
寒朗（26年—109年），字伯奇，魯國薛縣人（今山東省微山縣）人。東漢清河太守。

## 生平
寒朗出生才三天，就碰上天下大亂，寒朗被丟棄在帶刺小灌木之中；幾天後戰爭結束，寒朗的母親尋找他，發現寒朗還活著，於是決心扶養他。長大後的寒朗喜歡經學，博通書傳，教學生《尚書》。後來被舉薦爲孝廉。

### 寒朗廷爭
永平年間，寒朗以謁者身份任守侍御史，與司徒、司空、太尉三府掾屬共同審理楚王劉英謀反案的嫌犯顔忠、王平等人，供辭牽連到隧鄉侯耿建、朗陵侯臧信、護澤侯鄧鯉、曲成侯劉建、提審耿建等人時，他們的證辭都說不認識顔忠、王平。漢明帝大怒，使負責審案的官吏們都很畏懼。他們出於對皇帝的畏懼，把與此案有牽連的人一概逮捕入獄，不敢寬赦無辜的人。寒朗同情這些受冤的人，於是單獨審問顔忠和王平有關耿建四人的長相等資料。顏、王兩人表現驚慌，沒有回答寒朗的問題。
寒朗認為顔、王二人有詐，於是上書表示耿建等人無辜，而是被顔忠、王平二人所誣陷，並懷疑當時很多冤案都有類似實情。漢明帝召寒朗進宮，並質疑：「假如耿建等人無辜，顔忠、王平沒必要提及他們」。寒朗表示這是因為顔忠、王平知道自己所犯的罪十惡不赦，所以將其他人拖下水，企圖減輕罪責。漢明帝又質疑爲何寒朗不早早奏明耿建等人無罪，寒朗則認為雖然自己認為耿建等四人無罪，但有關案件關係重大，或許還有其他人會告發，所以沒有立刻呈報。漢明帝聽到寒朗的回答後發怒，咒罵寒朗並打算將他定罪。左右的人正準備抓捕寒朗時，寒朗要求漢明帝再聽他一言，並宣稱自己只是想幫助國家、不敢欺騙明帝。
之後，漢明帝問寒朗是否有跟其他大臣合寫有關奏章。寒朗稱奏章是他一人所寫，因為他自知上奏有被滅族的可能、不願連累他人，然而他希望漢明帝能醒悟。寒朗接著指出：審理罪犯的人都認為嫌犯罪大惡極、大臣們都該嫉惡如仇，因此把嫌犯盡數逮捕比把他們赦免出去好、對嫌犯處嚴刑比輕判好，因為這以後他們不會被追究責任。這種想法的結果是，官吏每審問一人通常會牽累十人、每審問十人則連累百人。另外，寒朗又指公卿雖然在朝會回答漢明帝詢問時，稱讚漢明帝沒有按舊制法律株連罪犯的家屬；但事實上他們知道還有很多無辜的人受審問之害，因不敢忤逆明帝而只敢在回家後仰頭歎息。
漢明帝明白了他的意思，怒氣漸消，下詔讓寒朗離開。兩天後，漢明帝親自到洛陽審理囚犯，清理出千多名無辜的人。後來顔忠、王平死在獄中，寒朗便逮捕自己入獄。恰巧遇上大赦，寒朗僅被免去官職。其後他又被舉薦爲孝廉。

### 晚年
建初年間，漢章帝召見群臣，寒朗上前謝恩，詔書上稱，由於寒朗向先帝進過忠言，故任命其為易縣縣長以示嘉許。一年後，寒朗升任洛陽令，但其後因母親去世而辭官，百姓們都很懷念他。章和元年（公元87年），漢章帝出巡，經過濟陽，有三位資深的官員上書陳述寒朗過去在濟陽的德政。漢章帝到了梁郡，召見寒朗，詔三府爲辟首，升任寒朗爲司徒府的掾吏。永元年間，寒朗升任清河太守，因犯法被免職。
永初三年（公元109年），太尉張禹再舉薦寒朗爲博士，漢安帝派公車徵召寒朗，但他已經去世。寒朗享壽八十四歲。

## 評價
- 范曄：左丘明有言：「仁人之言，其利博哉！」晏子一言，齊侯省刑。若鍾離意之就格請過，寒朗之廷爭冤獄，篤矣乎，仁者之情也！夫正直本於忠誠則不詭，本於諫爭則絞切。彼二子之所本得乎天，故言信而誌行也。《後漢書·寒朗傳》
- 杜佑：後漢永平中，侍御史寒朗共三府案楚獄，亦今三司之例。《通典·卷第二十四》
- 鄭克：傳言朗廷爭冤獄，范曄以比「晏子一言，齊侯省刑」，云：「篤矣乎，仁者之情也！」彼其惶恐，一切陷入，無敢以情恕者，唯務一己逃責，豈恤眾人負冤，斯不仁哉！「仁者必有勇」，於朗見之矣，是故能辯誣也。《折獄龜鑑·卷三》
- 黄震：以死爭楚獄理出千餘人。《古今紀要·卷三》
- 蔡東藩：英死而案已可了矣，乃輾轉牽引，連累無窮，至寒朗拚生力辯，方得少回君意。《後漢演義·第二十六回》

## 相關人名詩
- 陸龜蒙：初寒朗詠徘徊立，欲謝玄關早晚開。昨日登樓望江色，魚梁鴻雁幾多來。《甫里集·寒食古人名》

## 延伸阅读
[在维基数据编辑]
 《後漢書·卷41》，出自范晔《後漢書》